# Сан Чиро-Улми-Филчи (Трапани)
Сан Чиро-Улми-Филчи је насеље у Италији у округу Трапани, региону Сицилија.
Према процени из 2011. у насељу је живело 2214 становника. Насеље се налази на надморској висини од 507 м.